# Billy Milligan
William Stanley Milligan (14 de fevereiro de 1955 - 12 de dezembro de 2014), também foi conhecido como The Campus Rapist, foi um americano que passou por processo judicial altamente divulgado em Ohio no final da década de 70. Depois de ter cometido vários crimes, incluindo assalto à mão armada, ele foi preso por três estupros no campus da Universidade Estadual de Ohio. Durante a preparação de sua defesa, os psicólogos diagnosticaram Milligan com transtorno de múltiplas personalidades hoje esse transtorno é chamado de transtorno dissociativo de identidade. Seus advogados alegaram insanidade, alegando que duas de suas personalidades alternativas cometeram os crimes sem que Milligan tivesse conhecimento disso. Ele foi a primeira pessoa com diagnóstico de transtorno dissociativo de identidade a levantar tal defesa, e o primeiro absolvido de um crime grave por esse motivo, passando uma década em hospitais psiquiátricos .
A história de vida de Milligan foi popularizada pelo premiado livro de não ficção de Daniel Keyes, The Minds of Billy Milligan.

## Vida pregressa
William Stanley Morrison nasceu em 14 de fevereiro de 1955, em Miami Beach,  foi filho de Dorothy Pauline Sands e Johnny Morrison.
Dorothy cresceu em uma região agrícola de Ohio e morou em Lancaster com seu primeiro marido. Eles se divorciaram e Dorothy acabou se mudando para Miami, onde trabalhou como cantora. Lá ela começou a morar com Johnny Morrison. Dorothy e Morrison tiveram outros dois filhos: um filho, Jim, nascido em outubro de 1953, e uma filha, Kathy Jo, nascida em dezembro de 1956.
Morrison lutou contra a paternidade e, de acordo com Daniel Keyes, "cuidar das despesas médicas sobrecarregou Johnny. Ele pediu mais emprestado, jogou mais, bebeu mais... Ele foi hospitalizado por alcoolismo agudo e depressão em... 1958." No que parecia ser uma tentativa de suicídio, segundo Keyes, "Dorothy o encontrou caído sobre a mesa, meia garrafa de uísque e um frasco vazio de pílulas para dormir no chão". Poucos meses depois desta tentativa, em 17 de janeiro de 1959, Johnny morreu por suicídio por envenenamento por monóxido de carbono .
Dorothy pegou os filhos e se mudou de Miami, retornando eventualmente para Lancaster, Ohio. Lá, ela se casou novamente com o ex-marido. Este casamento durou cerca de um ano. Em 1962, ela conheceu Chalmer Milligan (1927–1988). A primeira esposa de Chalmer, Bernice, divorciou-se dele "por negligência grosseira". Ele tinha uma filha, Challa, da mesma idade de Billy, e outra filha que era enfermeira. Dorothy e Chalmer se casaram em Circleville, Ohio, em 27 de outubro de 1963. Chalmer adotou os filhos de Dorothy e mudou legalmente seus sobrenomes de "Morrison" para "Milligan".
Em seu julgamento posterior, Chalmer foi acusado de abusar de Billy. Keyes afirmou que Billy tinha múltiplas personalidades desde muito mais cedo, no entanto, com seus três primeiros (menino sem nome, Christene e Shawn) aparecendo quando ele tinha cinco anos de idade.

## Prisão
Em 1975, Milligan foi preso na Instituição Correcional do Líbano, em Ohio, por estupro e assalto à mão armada. Ele foi liberado e ficou em liberdade condicional no início de 1977. Em outubro de 1977, Milligan foi preso por estuprar três mulheres no campus da Ohio State University . Ele foi identificado por uma de suas vítimas a partir de fotos policiais de criminosos sexuais e de impressões digitais coletadas do carro de outra vítima.
Milligan fez uso de arma de fogo durante o crime e a arma foi encontradas em uma busca em sua residência, assim também violando sua liberdade condicional. Foi indiciado por "três acusações de sequestro, três acusações de roubo qualificado e quatro acusações de estupro".  Ele foi colocado na Penitenciária do Estado de Ohio onde aguardou o julgamento.
No decorrer da preparação de sua defesa, ele foi submetido a um exame psicológico pelo Dr. Willis C. Driscoll, que diagnosticou transtorno de esquizofrenia em Milligan. Ele foi então examinado pela psicóloga Dorothy Turner, do Southwest Community Mental Health Center, em Columbus, Ohio . Durante este exame, Turner concluiu que Milligan tinha transtorno de múltipla personalidade / dissociativo de identidade. Os defensores públicos de Milligan, Gary Schweickart e Judy Stevenson, alegaram uma defesa de insanidade, e ele foi internado "até o momento em que recuperasse a sanidade ".

## Encarceramento
Milligan foi enviado para uma série de hospitais psiquiátricos estatais, como o Hospital Estadual de Atenas, onde, segundo seu relatório, recebeu muito pouca ajuda. Enquanto esteve nesses hospitais, Milligan relatou ter dez personalidades diferentes. Esses dez eram os únicos conhecidos pelos psicólogos. Mais tarde, como se tratava de um assunto que veio chamando muita atenção houve quem quisesse escrever sobre a história  Millagran e quem ficou encarregado disso foi Daniel Keyes e ao longo desse trabalho "biográfico" foram descobertas mais 14 personalidades, denominadas "Os Indesejáveis". Entre os dez primeiros estavam Arthur, um inglês afetado e adequado que era especialista em ciência, medicina e hematologia ; Allen, um manipulador; Tommy, um artista de fuga e tecnófilo ; Ragen Vadascovinich, um comunista iugoslavo que Milligan alegou ter cometido os roubos numa espécie de espírito de Robin Hood ; e Adalana, uma lésbica de 19 anos (tímida, solitária e introvertida) que cozinhava para todas as personalidades e ansiava por carinho, e que teria cometido os estupros.
Milligan recebeu tratamento do psiquiatra David Caul MD, que diagnosticou as 14 personalidades adicionais.
Em 1986, Milligan escapou do hospício onde foi internado. Durante esse tempo, ele usava um pseudônimo (Christopher Carr) e pode ter sido culpado de sequestrar seu colega de quarto e matá-lo, um dos dois assassinatos dos quais Milligan é suspeito.

## Liberação
Em 1988, recebeu alta, após uma década em hospitais psiquiátricos. Em 1º de agosto de 1991, ele recebeu alta do sistema de saúde mental de Ohio e dos tribunais de Ohio. Em 1996, ele chegou a morar na Califórnia, onde era dono da Stormy Life Productions e iria fazer um curta-metragem (que aparentemente nunca foi feito). Sua localização, a partir de então, permaneceu por muito tempo desconhecida, pois seus antigos conhecidos perderam contato com ele. De acordo com sua irmã, ele morava na propriedade dela em Ohio quando foi diagnosticado com câncer em 2012 e morou com ela pelo resto da vida.

## Morte
Milligan morreu de câncer em uma casa de repouso em Columbus, Ohio, em 12 de dezembro de 2014. Ele tinha 59.

## Em média

### Livros
Daniel Keyes é o autor de um romance biográfico de não ficção chamado  The Minds of Billy Milligan (1981). Seu livro seguinte, The Milligan Wars, foi publicado no Japão em 1994, em Taiwan em 2000, na França em 2009, na Ucrânia em 2018, mas não nos Estados Unidos, primeiro devido ao processo em andamento de Milligan contra o Estado de Ohio. pelo tratamento supostamente inadequado que recebeu nas instalações de Ohio e depois pelo desejo de vincular seu lançamento a um filme em desenvolvimento.

### Filme
Várias tentativas foram feitas por Hollywood para adaptar o livro de Keyes. No início da década de 90, James Cameron co-escreveu um roteiro com Todd Graff para uma versão cinematográfica que ele dirigiria, então intitulada A Crowded Room . Essa adaptação nunca se concretizou porque Cameron foi processada pela detentora dos direitos de adaptação, Sandy Arcara, exigindo que "seu salário fosse aumentado de US$ 250.000 para US$ 1,5 milhão", o que seria um verdadeiro absurdo;  vendo o projeto paralisado, Milligan também processou Cameron em 1993.
Depois que Cameron deixou o projeto, a Warner Bros. continuou a desenvolver o agora ligeiramente renomeado The Crowded Room, com os diretores Joel Schumacher e David Fincher anexados em vários pontos. Os atores cortejados para o papel de Milligan incluíram Matthew McConaughey, Johnny Depp, Brad Pitt, Sean Penn e John Cusack. Em fevereiro de 2015, foi confirmado que Leonardo DiCaprio estrelaria como Milligan, e Jason Smilovic foi escalado para escrever o roteiro.

### Televisão
Em 2021, foi anunciado que The Crowded Room seria adaptado como uma série de televisão de dez episódios na Apple TV+, estrelada por Tom Holland, em vez do projeto não realizado de DiCaprio.
Em 2021, a Netflix lançou um documentário em quatro partes intitulado "As 24 Personalidades de Billy Milligan" em inglês "Monsters Inside: The 24 Faces of Billy Milligan. O documentário foi dirigida por Olivier Megaton . A série documental menciona que Milligan confessou ser um assassino para sua sobrinha antes de seu falecimento e o liga a dois assassinatos não resolvidos. Contém entrevistas em vídeo com diversas pessoas ligadas ao caso e gravações de suas sessões psiquiátricas.

## Nota
- Keyes, Daniel (1981). As Mentes de Billy Milligan .ISBN 0-394-51943-4ISBN 0-394-51943-4 (primeira edição, Random House),ISBN 0-553-26381-1 (reimpressão, Bantam)
- Uma declaração de Billy Milligan, 21 de outubro de 1996
- "30 anos depois, o caso de múltiplas personalidades ainda fascina", The Columbus Dispatch, 2007